# Caretta caretta
Caretta caretta или главата корњача је гмизавац из реда Testudines и фамилије Cheloniidae. Присутна је у целом свету. Просечна јединка је дуга око 90 цм, мада су откривени и примерци дуги читавих 280 цм. Одрасла корњача је тешка отприлике 135 кг, а највећи забележени примерци су тешки преко 450 кг. Боја коже је од жуте до браон, а оклоп је типично црвенкасто-браон. Нису примећене спољне разлике међу половима док јединке не одрасту. Најприметнија разлика међу одраслима је да мужјаци имају тањи реп и краћи пластрон.
Главата корњача је распрострањена у Атлантику, Пацифику и Индијском океану, као и у Средоземном мору. Највише времена проводи у сланој води и естуарима, а женке накратко излазе на обалу како би положиле јаја. Главата корњача има мали број потомака; женке полажу просечно четири јаја, а онда иду у стање мировања, и не лежу јаја наредне две до три године. Она достиже полну зрелост између 17-те и 33-ће године а животни век јој је 47-67 година.
Главата корњача је сваштојед, храни се већином бескичмењацима са дна (пужеви, шкољке и рачићи). Њене велике и моћне вилице служе за дробљење плена. Младе главате корњаче су плен многим ловцима; јаја нарочито воле сувоземни ловци. Кад корњача одрасте, њихова величина значајно смањује број непријатеља - само велики ловци могу да је савладају, као нпр ајкуле.
Главате корњаче се сматрају угроженом врстом и заштићене су од стране Међународне уније за заштиту природе. Ова врста корњача често страда у рибарским мрежама. У мреже се уграђују уређаји који помажу корњачама да се извуку из њих. Губитак плажа на којима се гнезде, као и појава егзотичних предатора су такође утицали на смањење популације Главатих корњача. Напори да се бројност популације поврати захтева међународну сарадњу, обзиром на широка пространства океана која ова корњача насељава.

## Опис
Главата морска корњача је највећа корњача са тврдим оклопом на свету. Одрасле јединке су тешке од 80 до 200 кг и дуге од 70 до 95 цм. Максимална тежина икад откривена је 545 кг а највећа дужина оклопа је 213 цм. Глава и горњи део оклопа је од жуто-наранџасте до црвенкасто-браон боје, док је пластрон (доња страна оклопа) типично бледожут. Корњачин врат и бокови су браон на врху и жути са стране и у дну.
Њен оклоп подењен је на два дела: carapace (горњи део) и plastron (доњи део). Доњи део је даље подељен на велике плоче. Типично, 11 или 12 парова плоча су на ободу горњег дела. Пет кичмених плоча су постављени средином горњег дела оклопа, док их окружује пет парова ребарних плоча. Потиљачна плоча је постављена иза главе. Горњи део оклопа повезан је са доњим делом помоћу три пара плоча формирајући мост. Пластрон је састављен од парова вратних, рамених, грудних, абдоминалних, феморалних, и аналних плоча. Оклоп служи као спољашњи штит, иако Главата корњача не може да увуче главу или пераја унутар оклопа.

## Угроженост
Ова врста се сматра угроженом.

## Распрострањење
Ареал врсте Caretta caretta обухвата светске океане, углавном уз обале континената.
Присутна је у следећим државама: Сједињене Америчке Државе, Кина, Аустралија, Бразил, Мексико, Венецуела, Колумбија, Шпанија, Италија, Грчка, Турска, Јапан, Индонезија, Филипини, Египат, Либија, Алжир, Мароко, Јужноафричка Република, Мадагаскар, Панама, Никарагва, Гватемала, Хондурас, Француска, Албанија, Кипар, Белизе, Куба, Кајманска острва, Јамајка, Хаити, Доминиканска Република, Света Луција, Порторико, Бахамска острва, Доминика, Гваделуп, Еритреја, Намибија, Сенегал, Тунис, Гренада, Уругвај, Девичанска острва, Бахреин, Бангладеш, Оман, Шри Ланка, Индија, Ангола, Папуа Нова Гвинеја, Зеленортска острва и Гвинеја.

## Станиште
Станиште врсте су морска подручја.